# Luigi I di Spagna
Luigi I di Spagna, in spagnolo Luis de Borbón, detto il Beneamato o il Liberale (Madrid, 25 agosto 1707 – Madrid, 31 agosto 1724), fu re di Spagna dal 15 gennaio 1724 fino alla propria prematura scomparsa a causa del vaiolo, 229 giorni dopo, il 31 agosto di quello stesso anno.
Salito al trono dopo l'abdicazione di suo padre Filippo V, la breve durata del suo regno (appena sette mesi) fu senz'altro uno dei più brevi nella storia della Spagna e di altri sovrani, nonché poco significativo a livello di politica nazionale ed estera.
Luigi, pur dedicandosi volentieri agli affari di stato, ebbe sempre una certa intrusione da parte dei genitori nel suo governo, anche se alcuni dei suoi ministri e consiglieri tentarono di effettuare delle riforme interne per emancipare il giovane dalla tutela paterna. Morto senza eredi dopo un travagliato matrimonio con Luisa Elisabetta di Borbone-Orléans, il trono tornò a suo padre Filippo V.

## Biografia

### Infanzia

Nascita di Luigi in un almanacco del 1708 conservato presso la Biblioteca nazionale di Francia.

Nato al Palacio del Buen Retiro, a Madrid, Luigi era il figlio primogenito del sovrano regnante Filippo V di Spagna e di sua moglie Maria Luisa di Savoia. Venne battezzato con i nomi di Ferdinando Giuseppe Luigi Filippo in onore di due suoi grandi antenati, Luigi IX di Francia e Ferdinando III di Castiglia. Per linea paterna egli era discendente di Luigi XIV di Francia di cui era pronipote, mentre per parte di madre era nipote di re Vittorio Amedeo II di Savoia.
Luigi fu il primo Borbone a nascere in terra spagnola, fatto che lo rese sempre positivamente simpatico agli spagnoli. La sua nascita, avvenuta proprio nel bel mezzo della guerra di successione spagnola, servì a suo padre Filippo V come una forma di propaganda per proporsi come valido candidato al trono, in grado di continuare una dinastia in Spagna. Il giorno della sua nascita, quando lo presentò alla corte, suo padre Filippo V disse in spagnolo: "¡Éste es Luisillo, vuestro paisano!" ("Questo è il piccolo Luigi, vostro compaesano!"). Nell'aprile del 1709, Filippo V, malgrado l'età di soli due anni, lo fece proclamare erede al trono spagnolo con il titolo di Principe delle Asturie.

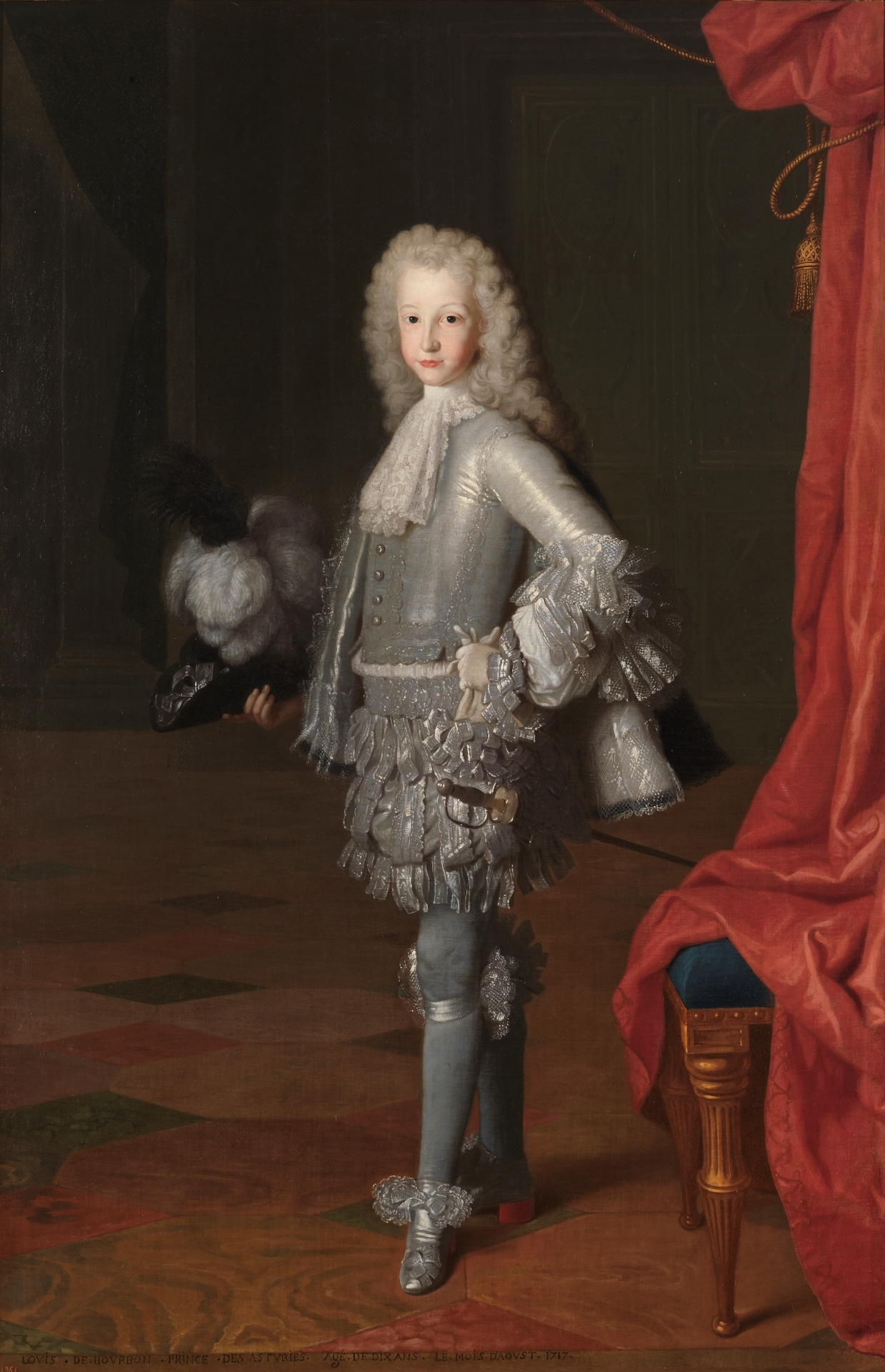
Luigi di Borbone-Spagna

Nel 1714, quando Luigi aveva appena sette anni, sua madre morì lasciando lui e i suoi fratelli, Ferdinando e Filippo Pietro. Questo fatto provò profondamente Luigi che come gli altri membri della sua famiglia soffrì di frequenti carenze affettive. Il 24 dicembre 1714, il re di Spagna e padre di Luigi, sposò la giovane erede del Ducato di Parma, Elisabetta Farnese, la quale dimostrò sempre un affetto particolare per i figli avuti dal precedente matrimonio del marito. La nuova regina affidò i figli dapprima alla guida di Marie-Anne de La Tremoille, principessa des Ursins, mentre l'educazione venne fornita dal cardinale Giulio Alberoni il quale delegò a rappresentarlo il gesuita francese Ignace de Labrussel. Durante gli anni degli studi scolastici, Luigi non dimostrò alcun particolare interesse per le materie ordinarie, mentre appariva più interessato alla musica e soprattutto alla danza; si poteva dire che fosse genericamente amante delle arti.
Di lui ci ha lasciato un colorito e veritiero ritratto, quando ancora era principe delle Asturie, il duca di Saint-Simon:
A partire dai quattordici anni Luigi iniziò ad organizzare autonomamente la sua vita a palazzo, che condusse con una certa sregolatezza per l'epoca. Spesso lo si poteva cogliere a rubare i frutti del frutteto del palazzo del Buen Retiro oppure lo si poteva trovare a discutere in qualche bettola di notte con gente di malaffare. Sempre di notte capitava uscisse con i suoi servi per discutere e amoreggiare con popolane per le strade di Madrid, avendo ereditato la natura sensuale di suo padre. Luigi mantenne questi costumi anche dopo essersi sposato, per allontanarsi dalla moglie con il quale il rapporto era entrato da subito in crisi, e questo contribuì a renderlo, al contrario di quello che si possa pensare, immensamente popolare presso la gente di Madrid che se lo trovava costantemente al proprio fianco.

### Travagliato matrimonio

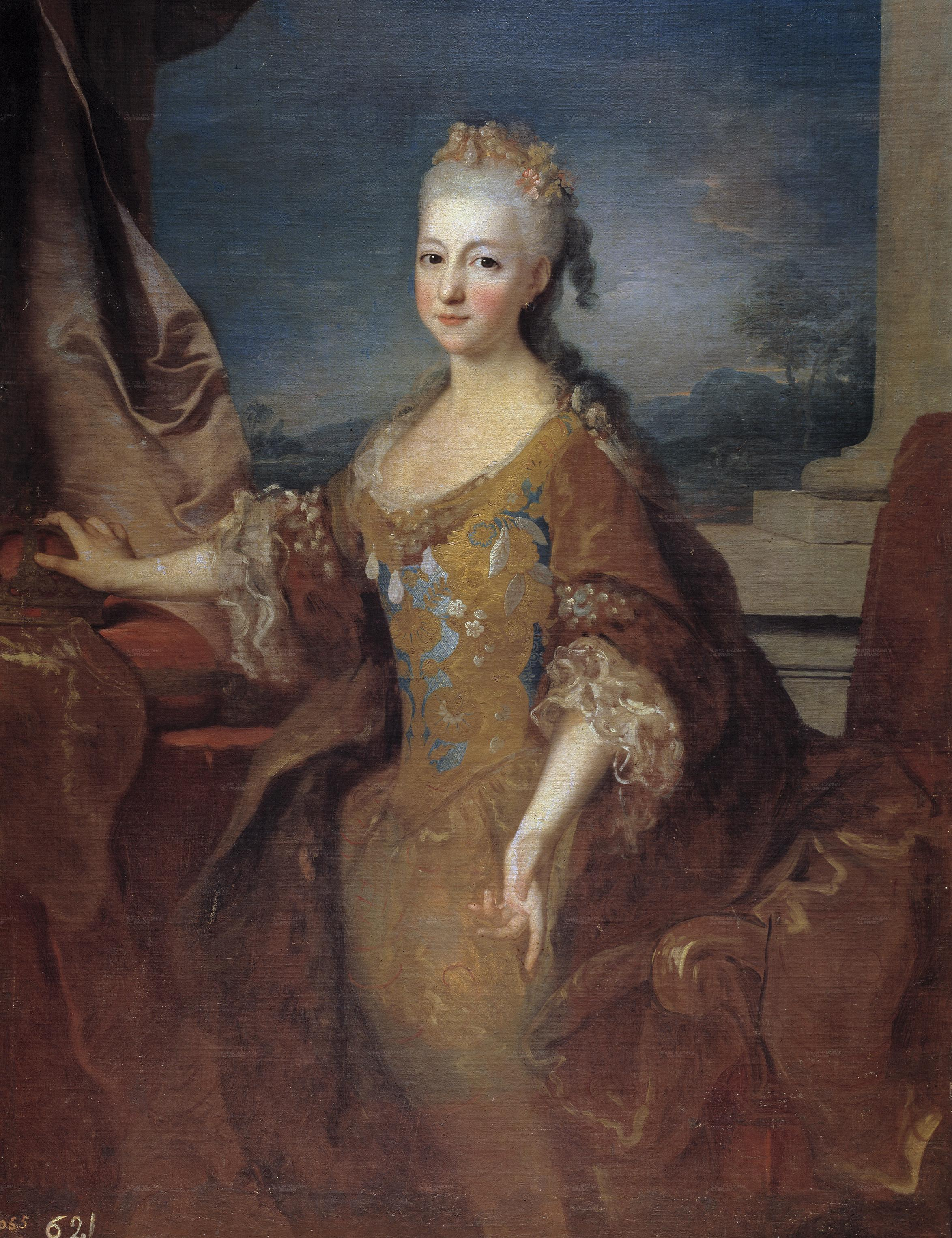
Luisa Elisabetta di Borbone-Orléans in un ritratto di Jean Ranc (1724).

Come erede non solo del vasto impero spagnolo, ma anche di una nuova dinastia inaugurata al trono, venne deciso che Luigi avrebbe dovuto prendere moglie non appena possibile. Si sposò così a Lerma con Luisa Elisabetta di Borbone-Orléans (1709-1742), figlia di Filippo II, duca d'Orléans, il 22 gennaio 1722. Luisa Elisabetta da subito comprese di non riuscire ad ambientarsi nella bigotta Corte spagnola e perdipiù il suo matrimonio non produsse figli in quanto lei stessa si rifiutava di dormire con il marito o addirittura di parlargli.
Luigi stesso era particolarmente insofferente nei confronti della moglie e non era raro trovarlo ubriaco o a letto con alcune prostitute. Questi scandali vennero utilizzati più volte dall'ambasciatore francese a Madrid per cercare di convincere Filippo V ed Elisabetta Farnese all'annullamento del matrimonio, ma questo non avvenne mai dal momento che Luisa Elisabetta era direttamente discendente dalla dinastia degli Orléans, consanguinei dei Borboni regnanti in Francia e questa separazione, poco dopo l'ottenimento del trono da parte della sua dinastia, avrebbe minato seriamente il futuro della Spagna.
Quello a cui Luisa Elisabetta non aveva potuto probabilmente mai adattarsi era l'estrema liberalità con cui il giovane Luigi la bistrattava come moglie, tradendola sistematicamente e non facendosi remore di fronte alla corte. Del principe si diceva:
Gli storici si sono interrogati a lungo sulla sessualità di Luigi I, anche a fronte di alcune considerazioni e testimonianze d'epoca che riportavano il fatto che il sovrano potesse essere da lungo tempo bisessuale:
E ancora:

### Abdicazione di Filippo V
Il 10 gennaio 1724, a La Granja de San Ildefonso, Filippo V firmò un decreto in base al quale abdicò la sua corona in favore del principe delle Asturie, Luigi. Nello stesso documento il sovrano decretò che in assenza di Luigi, la corona sarebbe passata a suo fratello Ferdinando e in mancanza anche di questi ai figli nati dal matrimonio con Elisabetta Farnese.
Questa improvvisa abdicazione (ancora oggi largamente discussa dagli storici) venne bene accettata da Luigi che prese seriamente le proprie responsabilità.

### Regno

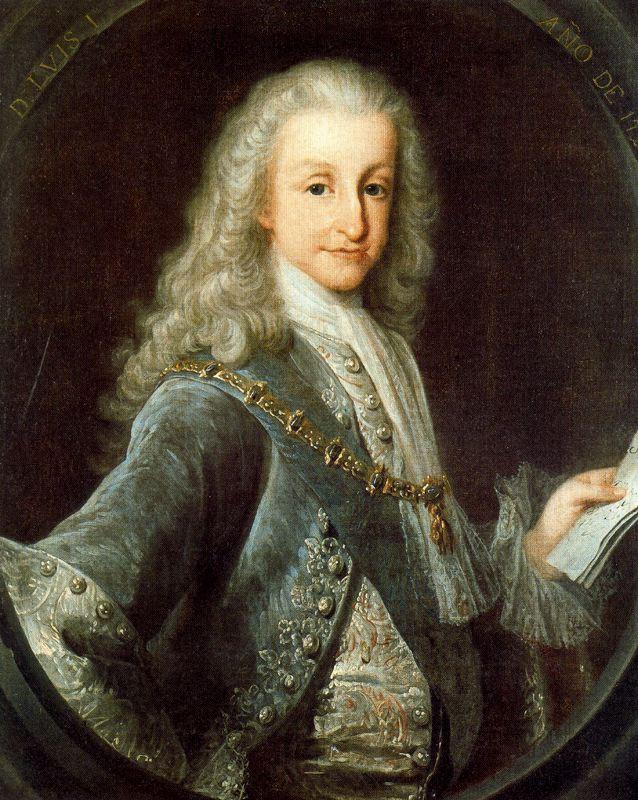
Luigi I, in un ritratto di Miguel Jacinto Meléndez (1724)

Luigi regnò per un breve periodo, dall'abdicazione di suo padre in suo favore (15 gennaio 1724) alla sua morte per vaiolo, appena sette mesi dopo. L'ascesa al trono di Luigi I portò ad un grande fervore tra la popolazione, in particolare nella capitale, in quanto egli è stato il primo Borbone a nascere nella capitale. Per venire incontro all'inesperienza del nuovo monarca in materia politica venne costituito una specie di consiglio privato formato da diversi personaggi come il marchese di Mirabal, presidente del Consiglio di Castigla; Diego de Astorga y Céspedes, arcivescovo di Toledo; Juan de Camargo y Angulo, vescovo di Pamplona; oltre ad altri nobili e funzionari incaricati negli uffici del governo come il marchese de Valero, quello di Aitona e quello di Lede, il conte di Santisteban del Puerto, Miguel Francisco Guerra e Juan Bautista de Orendain y Azpilcueta.
Durante i suoi sette mesi di regno, Luigi I visse in maniera molto spensierata il governo dello stato. In realtà furono Filippo V e Elisabetta Farnese a mantenere saldamente le redini del governo. La regina madre Elisabetta era la vera mente del regno e continuò ad amministrare lo stato mentre Luigi diveniva sempre più succube del padre che, da San Ildefonso, comunicava con lui tramite il marchese di Solorzano, contribuendo così alla creazione di due governi paralleli. I ministri del re, di fronte ad una tale situazione, tentarono di slegare il giovane Luigi I dall'influenza paterna e si creò un partito sempre più opposto all'ingerenza di Elisabetta Farnese.

#### Politica interna

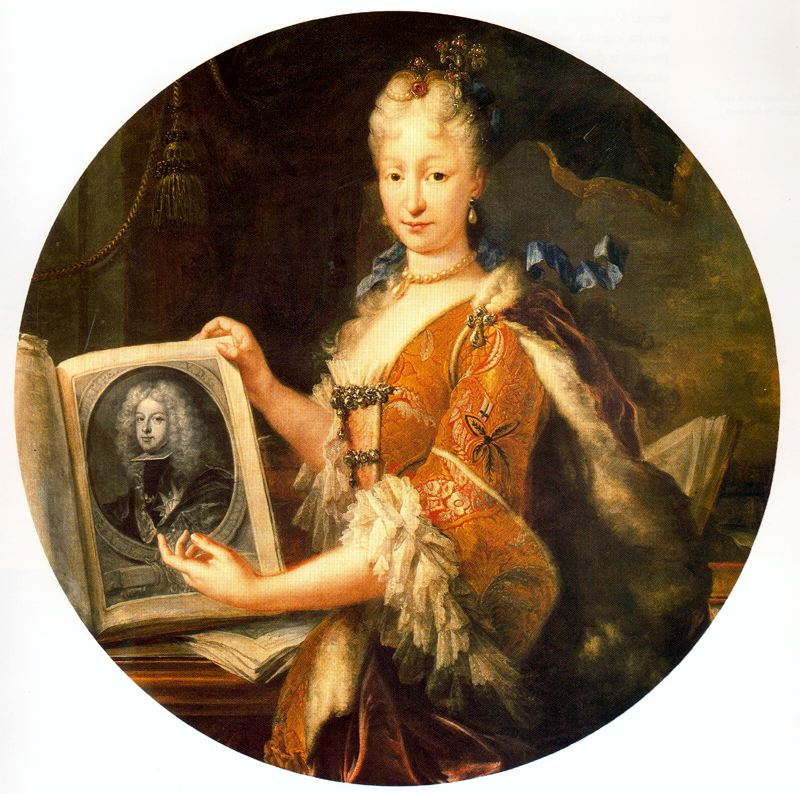
Elisabetta Farnese (qui in un ritratto di Meléndez del 1715) influì pesantemente sul governo di Luigi I ed obbligò suo marito a mantenere strettamente il controllo sulle azioni di governo del figlio.

In materia economica, la situazione della monarchia spagnola era da anni provata in campo interno a causa dell'elevata spesa militare che ea stata autorizzata da Giulio Alberoni, primo ministro di Filippo V. Con l'avvento di Luigi I al trono, i ministri cercarono di opporsi alle disposizioni precedenti, chiedendo al re di ridurre i costi di una guerra ormai archiviata definitivamente e di migliorare invece la gestione di alcune istituzioni. Un esempio è Fernando Verdes Montenegro, segretario dell'ufficio del Tesoro, il quale tentò di modificare il funzionamento delle casse provinciali che ancora andavano a foraggiare l'esercito come se fosse in assetto di guerra in alcune regioni della Spagna. Verdes cercò di porre le tesorerie sotto più stretto controllo del Ministero del Tesoro, ma questo progetto, appoggiato da Luigi, venne in realtà troncato sul nascere quando Filippo V ritornò sul trono.
Un'altra misura che Luigi I stava cercando di portare avanti era quella relativa agli eccessivi stanziamenti previsti per i figli avuti da Filippo V con Elisabetta Farnese. Tale proposta, nata principalmente dal marchese di Mirabal e Lede con la scusa che queste assegnazioni causassero un eccessivo impoverimento del tesoro reale, riuscì ben presto a convincere Luigi I dell'utilità di tagliare questi fondi ai suoi fratellastri che comunque potevano contare su copiose rendite tali da soddisfare ogni loro desiderio. Luigi I era sul punto di firmare il decreto quando suo padre, mosso dalla moglie, decise di inviargli per iscritto le proprie lamentele, accusando inoltre i suoi consiglieri di aver agito in tal maniera contro di lui e contro la sua famiglia. Luigi I sospese il decreto ed Elisabetta Farnese riuscì a ottenere tramite il marito ciò che bramava, ma la vendetta di Filippo V contro i coloro che si erano scagliati contro di lui, contro sua moglie e contro i figli della coppia riuscirono invece a reificarsi durante il secondo regno di Filippo V.
Di rilevante vi fu che durante il breve regno di Luigi I, la corte tornò all'antico cerimoniale ed all'etichetta di Carlo II, ravvicinando quindi maggiormente la corte spagnola a come era organizzata all'epoca degli Asburgo, con la nomina a posizioni chiave a personalità di fiducia del sovrano, il contrario di quanto aveva fatto e farà Filippo V che preferì circondarsi di militari e uomini d'esperienza, indipendentemente dalla loro posizione sociale. Questo ritorno ai vecchi costumi venne visto negativamente a corte, soprattutto dall'ambasciatore francese René de Froulay de Tessé il quale scrisse a tal proposito:

#### Politica estera

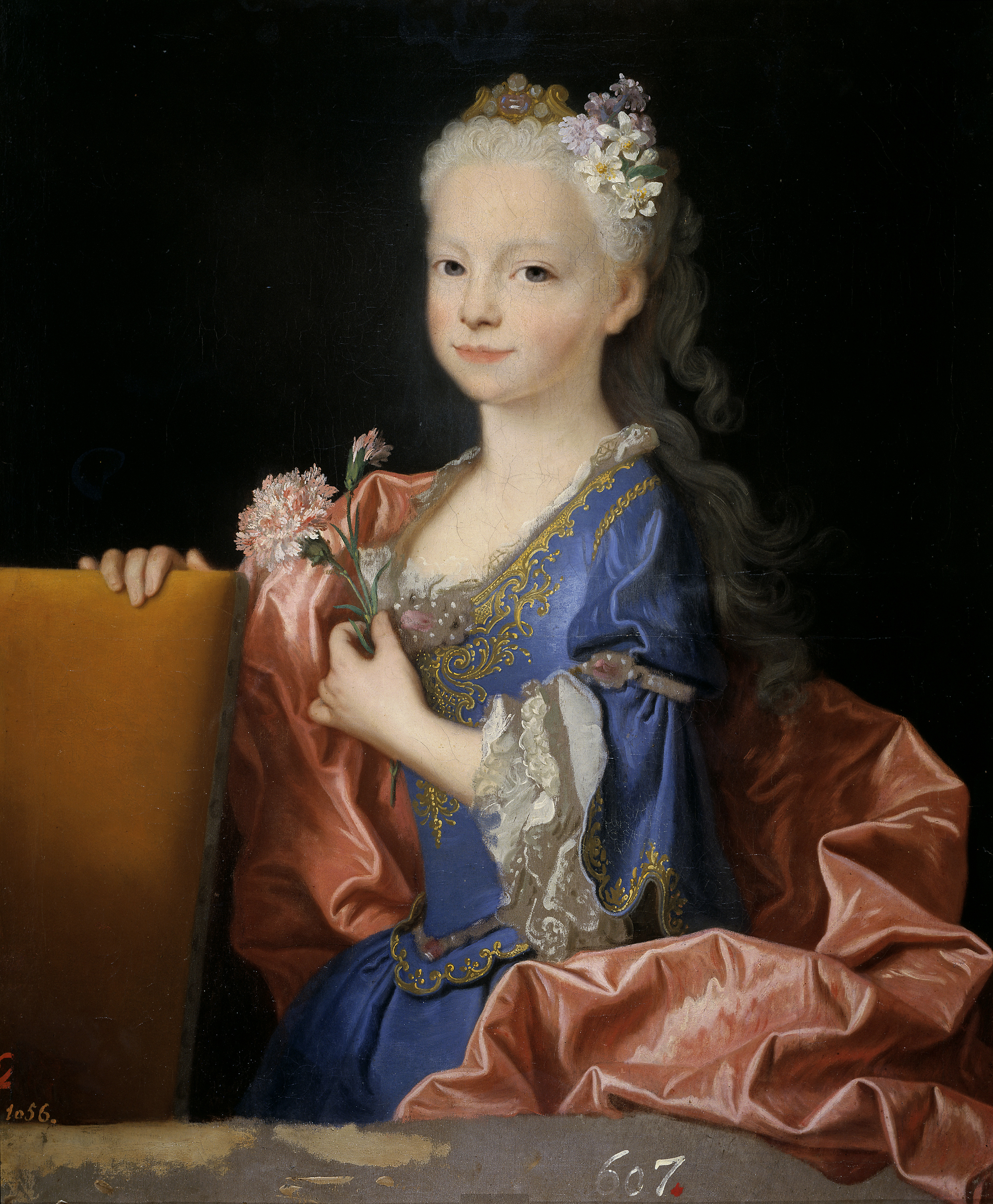
La principessa Maria Anna Vittoria, sorellastra di Luigi I, fu per qualche tempo presa in considerazione per sposare il giovane Luigi XV di Francia e porre così fine alle tensioni tra Spagna e Francia.

Come in politica interna, anche nell'ambito della politica internazionale Luigi I venne pesantemente influenzato dalle azioni di suo padre e, soprattutto, della sua matrigna. Pressato da Filippo V, Luigi I emise delle lettere di brevetto per sostenere la causa di successione di suo fratello Carlo al granducato di Toscana ed al ducato di Parma, inviando il bambino in Italia per assumere eventualmente le cariche in quanto discendente di Margherita de' Medici di cui suo padre era bis-nipote. A quest'ultima clausola si oppose vivamente l'imperatore Carlo VI il quale impose che il bambino avrebbe potuto viaggiare in Italia solo se accompagnato da soldati svizzeri (temendo l'ingerenza di nuove truppe spagnole in Italia). L'imperatore dal canto suo sosteneva Cosimo III de' Medici, appoggiava Anna Maria, vedova del principe elettore del Palatinato, contro le pretese spagnole.
Le tensioni con la Francia sull'altro fronte, non accennavano a diminuire. Il duca di Borbone e il principe di Condé, Luigi Enrico, sin dalla morte del reggente Filippo II di Borbone-Orléans, avevano disperatamente cercato di far maritare Luigi XV di modo che potesse avere un erede. Il motivo di queste pressanti necessità era dovuto essenzialmente alla salute precaria di Luigi XV che avrebbe potuto portarlo a morte in qualsiasi momento, e questo avrebbe significato sicuramente l'ascesa al trono dei duchi d'Orléans. La soluzione del progetto sembrò coinvolgere direttamente la Spagna: Maria Anna Vittoria, figlia di Filippo V e di Elisabetta Farnese, che a quel venne trasferita alla corte francese per essere educata, sembrava il partito ideale per Luigi XV. Come però giustamente evidenziò il maresciallo Tessé, incaricato di questo compito, Luigi XV era ancora troppo piccolo sia per sposarsi che per consumare il matrimonio, e pertanto egli ebbe il compito di riportare la bambina a Madrid, dando ad intendere che il contratto matrimoniale non sarebbe stato concluso con la Spagna. Questo fatto, unitamente al successivo matrimonio di Luigi XV con la principessa polacca Maria Leszczyńska saranno motivo di nuove fratture tra la Spagna e la Francia.

### Morte
Nel luglio del 1724 Luigi contrasse il vaiolo. Il giovane monarca tuttavia sottovalutò pesantemente la malattia al punto che questa sfociò in una polmonite complicata che lo portò alla morte nel giro di poche settimane, nella mattinata del 31 agosto di quello stesso anno, presso il Palacio del Buen Retiro, pochi giorni dopo avere compiuto diciassette anni, attorniato solo dalla moglie dal momento che i suoi genitori, per paura della malattia, si erano ritirati a San Ildefonso. Il giorno dopo la sua morte si diffuse a Madrid la voce secondo la quale il sovrano era stato avvelenato, ma la corte continuò ripetutamente a ribadire che il sovrano era morto a causa del vaiolo. L'odio generale si scatenò ovviamente contro Elisabetta Farnese, che veniva vista come la principale causa della morte del figliastro per favorire la successione dei propri figli e si giunse addirittura che era stata lei a fornire il veleno necessario al dottor José Cervi.
Filippo V rimase in un primo tempo dubbioso se mantenere il decreto di abdicazione che aveva firmato e quindi passare il trono a suo figlio Ferdinando oppure riprendere le redini dello Stato, ma alla fine decise di propendere per quest'ultima soluzione. Alla morte di Luigi suo padre tornò quindi sul trono spagnolo e vi rimase sino al 1746. Luigi I venne sepolto nel Monastero dell'Escorial. Curiosamente, lo stesso anno della morte del re, lo scrittore spagnolo Diego de Torres Villarroel, interessato di astrologia, aveva predetto la morte del sovrano in uno dei suoi almanacchi, che ovviamente ebbe molti problemi a essere pubblicato.
Vicente Bacallar, marchese di San Filippo, alla morte di Luigi I commentò:

## Ascendenza
|                                |                             |                                           | Genitori                            |  |  | Nonni |  |  | Bisnonni             |  |  | Trisnonni             |  |
|                                |                             |                                           |                                     |  |  |       |  |  | Luigi XIV di Francia |  |  | Luigi XIII di Francia |  |
|                                |                             |                                           |                                     |  |  |       |  |  | Luigi XIV di Francia |  |  | Luigi XIII di Francia |  |
|                                |                             | Anna d'Austria                            |                                     |  |  |       |  |  | Luigi XIV di Francia |  |  |                       |  |
| Luigi, il Gran Delfino         |                             |                                           |                                     |  |  |       |  |  | Luigi XIV di Francia |  |  |                       |  |
|                                |                             | Maria Teresa d'Austria                    | Filippo IV di Spagna                |  |  |       |  |  |                      |  |  |                       |  |
|                                |                             | Maria Teresa d'Austria                    | Filippo IV di Spagna                |  |  |       |  |  |                      |  |  |                       |  |
|                                |                             | Maria Teresa d'Austria                    | Elisabetta di Borbone-Francia       |  |  |       |  |  |                      |  |  |                       |  |
| Filippo V di Spagna            |                             | Maria Teresa d'Austria                    |                                     |  |  |       |  |  |                      |  |  |                       |  |
|                                |                             | Ferdinando Maria di Baviera               | Massimiliano I di Baviera           |  |  |       |  |  |                      |  |  |                       |  |
|                                |                             | Ferdinando Maria di Baviera               | Massimiliano I di Baviera           |  |  |       |  |  |                      |  |  |                       |  |
|                                |                             | Ferdinando Maria di Baviera               | Maria Anna d'Asburgo                |  |  |       |  |  |                      |  |  |                       |  |
| Maria Anna Vittoria di Baviera |                             | Ferdinando Maria di Baviera               |                                     |  |  |       |  |  |                      |  |  |                       |  |
|                                |                             | Enrichetta Adelaide di Savoia             | Vittorio Amedeo I di Savoia         |  |  |       |  |  |                      |  |  |                       |  |
|                                |                             | Enrichetta Adelaide di Savoia             | Vittorio Amedeo I di Savoia         |  |  |       |  |  |                      |  |  |                       |  |
|                                |                             | Enrichetta Adelaide di Savoia             | Maria Cristina di Borbone-Francia   |  |  |       |  |  |                      |  |  |                       |  |
| Luigi I di Spagna              |                             | Enrichetta Adelaide di Savoia             |                                     |  |  |       |  |  |                      |  |  |                       |  |
|                                | Carlo Emanuele II di Savoia | Vittorio Amedeo I di Savoia               |                                     |  |  |       |  |  |                      |  |  |                       |  |
|                                | Carlo Emanuele II di Savoia | Vittorio Amedeo I di Savoia               |                                     |  |  |       |  |  |                      |  |  |                       |  |
|                                | Carlo Emanuele II di Savoia | Maria Cristina di Borbone-Francia         |                                     |  |  |       |  |  |                      |  |  |                       |  |
| Vittorio Amedeo II di Savoia   | Carlo Emanuele II di Savoia |                                           |                                     |  |  |       |  |  |                      |  |  |                       |  |
|                                |                             | Maria Giovanna Battista di Savoia-Nemours | Carlo Amedeo di Savoia-Nemours      |  |  |       |  |  |                      |  |  |                       |  |
|                                |                             | Maria Giovanna Battista di Savoia-Nemours | Carlo Amedeo di Savoia-Nemours      |  |  |       |  |  |                      |  |  |                       |  |
|                                |                             | Maria Giovanna Battista di Savoia-Nemours | Elisabetta di Borbone-Vendôme       |  |  |       |  |  |                      |  |  |                       |  |
| Maria Luisa di Savoia          |                             | Maria Giovanna Battista di Savoia-Nemours |                                     |  |  |       |  |  |                      |  |  |                       |  |
|                                |                             | Filippo I di Borbone-Orléans              | Luigi XIII di Francia               |  |  |       |  |  |                      |  |  |                       |  |
|                                |                             | Filippo I di Borbone-Orléans              | Luigi XIII di Francia               |  |  |       |  |  |                      |  |  |                       |  |
|                                |                             | Filippo I di Borbone-Orléans              | Anna d'Austria                      |  |  |       |  |  |                      |  |  |                       |  |
| Anna Maria di Borbone-Orléans  |                             | Filippo I di Borbone-Orléans              |                                     |  |  |       |  |  |                      |  |  |                       |  |
|                                |                             | Enrichetta Anna Stuart                    | Carlo I d'Inghilterra               |  |  |       |  |  |                      |  |  |                       |  |
|                                |                             | Enrichetta Anna Stuart                    | Carlo I d'Inghilterra               |  |  |       |  |  |                      |  |  |                       |  |
|                                |                             | Enrichetta Anna Stuart                    | Enrichetta Maria di Borbone-Francia |  |  |       |  |  |                      |  |  |                       |  |
|                                |                             | Enrichetta Anna Stuart                    |                                     |  |  |       |  |  |                      |  |  |                       |  |